# Amnezija
Amnezija je gubitak pamćenja određenog vremenskog razdoblja ili određenih događaja. Najčešće se javlja kao posljedica traume mozga ili patoloških promjena u nekim moždanim područjima, ali može se javiti i kao posljedica pretjeranog uzimanja psihoaktivnih sredstava ili intenzivnog neugodnog čuvstva (npr. stres). Može biti privremena ili trajna. Organski prouzročene amnezije obično dovode do zaboravljanja svega što se u određenom razdoblju zbilo, dok psihogeno uvjetovane amnezije dovode do nemogućnosti dosjećanja samo nekih događaja.
Amnezija prema sadržaju može biti anterogradna ili retrogradna.